# Castello dell'Acqua
Pour les articles homonymes, voir Dellacqua.
Castello dell'Acqua est une commune italienne de la province de Sondrio dans la région Lombardie en Italie.

## Administration
| Période                                  | Période  | Identité         | Étiquette | Qualité |
| ---------------------------------------- | -------- | ---------------- | --------- | ------- |
| 07/06/2009                               | En cours | Andrea Pellerano |           |         |
| Les données manquantes sont à compléter. |          |                  |           |         |

### Communes limitrophes
Chiuro, Ponte in Valtellina, Teglio